# Kepler-106c
Kepler-106c es uno de los cuatro planetas extrasolares que orbitan la estrella Kepler-106. Fue descubierta por el método de tránsito astronómico en el año 2014. Kepler-106c ha sido descubierto por el telescopio espacial Kepler. Aunque muchos parámetros de Kepler-106b son aún desconocidas, el objeto es muy poco probable que sea un falso positivo.